# Eleșteiele Iernut - Cipău
Eleșteiele Iernut - Cipău este o arie protejată (arie de protecție specială avifaunistică — SPA) din România întinsă pe o suprafață de 437 ha, integral pe uscat.

## Localizare
Aria naturală se află în partea vestică a județului Mureș (pe teritoriul vestic al orașului Iernut și cel sud-vestic al satului Cipău) și este străbătută de drumul național DN15, care leagă municipiul Târgu Mureș de Luduș. Centrul sitului Eleșteiele Iernut - Cipău este situat la coordonatele 46°26′26″N 24°15′36″E / 46.440553°N 24.260017°E.

## Înființare
Situl Eleșteiele Iernut - Cipău a fost declarat arie de protecție specială avifaunistică (ROSPA0041) în octombrie 2007 prin Hotărârea  de Guvern nr. 1284 (privind declararea ariilor de protecție specială avifaunistică ca parte integrantă a rețelei ecologice europene Natura 2000 în România) pentru a proteja 50 de specii de păsări.

## Biodiversitate

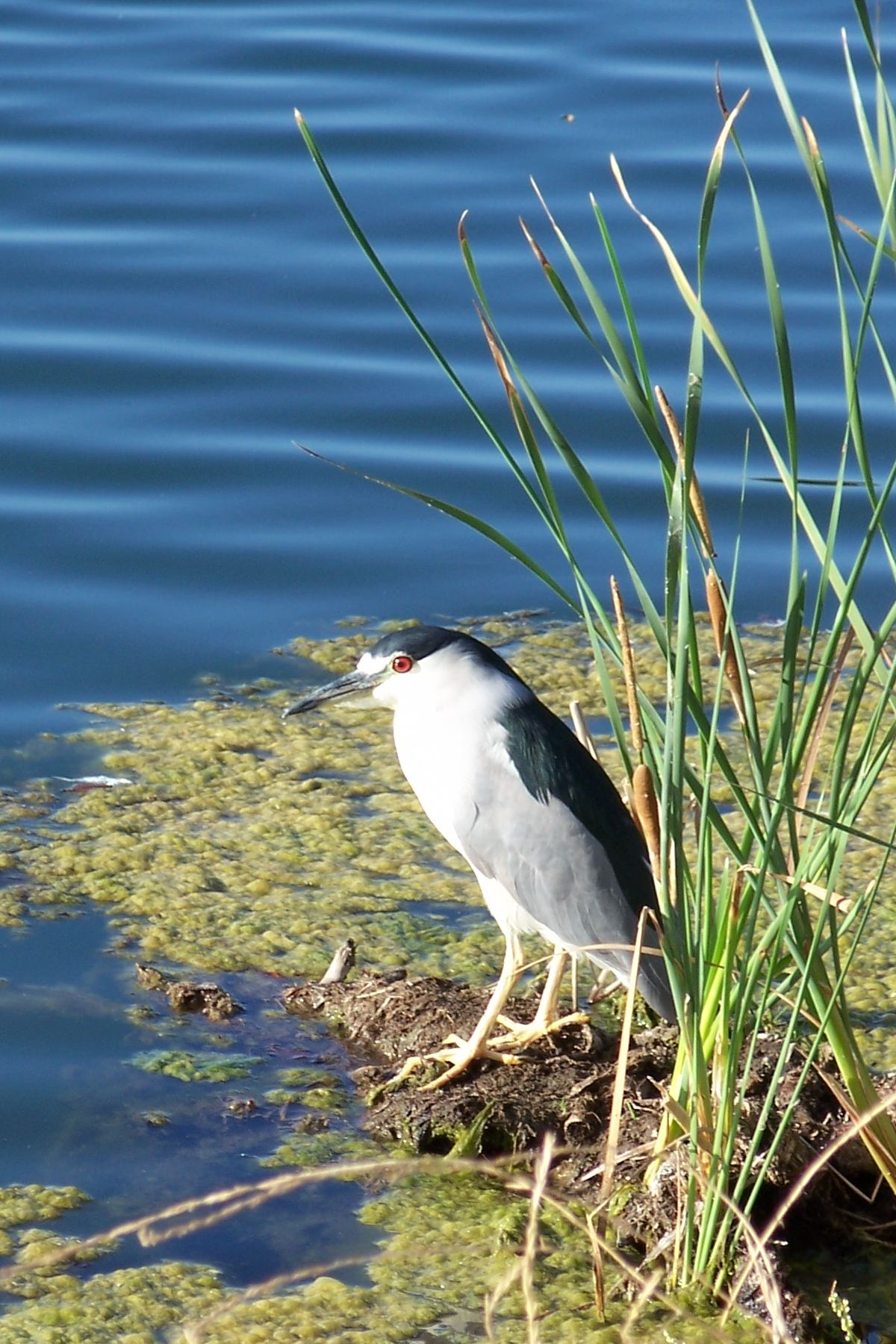
Stârc de noapte (Nycticorax nycticorax)

Situate în ecoregiunea continentală a luncii Mureșului, Eleșteiele Iernut - Cipău reprezintă o zonă de lacuri artificiale (râuri, lacuri, mlaștini, turbării, terenuri arabile, pășuni, culturi, vegetație arboricolă) ce asigură condiții de hrană, cuibărit și viețuire pentru mai multe specii de păsări migratoare, de pasaj sau sedentare. Aria naturală nu include niciun habitat protejat.
La baza desemnării sitului se află mai multe specii protejate de  păsări (50): pescăruș albastru (Alcedo atthis), rață sulițar (Anas acuta), rață lingurar (Anas clypeata), rață pitică (Anas crecca), rață fluierătoare (Anas penelope), rață mare (Anas platyrhynchos), rață cârâitoare (Anas querquedula), gârliță mare (Anser albifrons), acvilă țipătoare mică (Aquila pomarina), stârc cenușiu (Ardea cinerea), stârc roșu (Ardea purpurea), stârc galben (Ardeola ralloides), rață-cu-cap-castaniu (Aythya ferina), rața moțată (Aythya fuligula), rață roșie (Aythya nyroca), buhai de baltă (Botaurus stellaris), gâsca cu piept roșu (Branta ruficollis), fugaci de țărm (Calidris alpina), chirighiță-cu-obraz-alb (Chlidonias hybridus), chirighiță neagră (Chlidonias niger), barză albă (Ciconia ciconia), barză neagră (Ciconia nigra), erete de stuf (Circus aeruginosus), ciocănitoare de grădină (Dendrocopos syriacus), egretă albă (Egretta alba), egretă mică (Egretta garzetta), lișiță (Fulica atra), becațină comună (Gallinago gallinago), cufundar polar (Gavia arctica), cufundar mic (Gavia stellata), piciorong (Himantopus himantopus), stârc pitic (Ixobrychus minutus), sfrâncioc roșiatic (Lanius collurio), sfrânciocul cu frunte neagră (Lanius minor), pescăruș argintiu (Larus cachinnans), pescăruș sur (Larus canus), pescăruș râzător (Larus ridibundus), sitar de mâl (Limosa limosa), stârc de noapte (Nycticorax nycticorax), cormoran mare (Phalacrocorax carbo), cormoran mic (Phalacrocorax pygmeus), bătăuș (Philomachus pugnax), lopătar (Platalea leucorodia), ploier auriu (Pluvialis apricaria), corcodel mare (Podiceps cristatus), cresteț cenușiu (Porzana parva), ciocântors (Recurvirostra avosetta), corcodel mic (Tachybaptus ruficollis), fluierar de mlaștină (Tringa glareola), nagâț (Vanellus vanellus).

## Căi de acces
- Drumul național DN15 pe ruta: Târgu Mureș - Iernut - Ungheni -  Sânpaul - Ogra - Cipău.

- Drumul european E60 pe ruta: Cluj Napoca - Turda - Câmpia Turzii - Luna - Luncani - Chețani - Luduș.